# 费克特·伊什特万
费克特·伊什特万（Fekete István，1900年1月25日—1970年6月23日）是一位匈牙利作家。他的小說於1967年被改编成电视连续剧。费克特·伊什特万的作品中有反共、反自由主義、反國際主義以及支持民族主義、基督教和上帝的傾向，使得匈牙利人民共和國當局對其有所顧忌。费克特·伊什特万生前烟瘾很大，1968年他因而心脏病发作。1970年，他再度因心脏病发作在布达佩斯去世。